# Europaspiele 2019/Teilnehmer (Monaco)
| Gelbes Symbol für Goldmedaillen mit stilisierten Olympischen Ringen | Graues Symbol für Silbermedaillen mit stilisierten Olympischen Ringen | Braundes Symbol für Bronzemedaillen mit stilisierten Olympischen Ringen |
| ------------------------------------------------------------------- | --------------------------------------------------------------------- | ----------------------------------------------------------------------- |
| —                                                                   | —                                                                     | —                                                                       |

Monaco nahm mit 5 Athleten (vier Männer, eine Frau) an den Europaspielen 2019 vom 21. bis 30. Juni 2019 in Minsk teil.

## Teilnehmer nach Sportarten

### Boxen
| Athleten      | Wettbewerb              | 1. Runde (32er) | 1. Runde (32er) | Achtelfinale | Achtelfinale | Viertelfinale   | Viertelfinale | Halbfinale    | Halbfinale | Finale        | Finale        | Rang          |
| Athleten      | Wettbewerb              | Gegner          | Ergebnis        | Gegner       | Ergebnis     | Gegner          | Ergebnis      | Gegner        | Ergebnis   | Gegner        | Ergebnis      | Rang          |
| ------------- | ----------------------- | --------------- | --------------- | ------------ | ------------ | --------------- | ------------- | ------------- | ---------- | ------------- | ------------- | ------------- |
| Männer        |                         |                 |                 |              |              |                 |               |               |            |               |               |               |
| Hugo Micallef | Weltergewicht bis 69 kg | Freilos         | Freilos         | Tomáš Zold   | 5:0          | Nabil Messaoudi | 3:2           | Pat McCormack | 0:5        | ausgeschieden | ausgeschieden | ausgeschieden |

### Judo
| Athleten     | Wettbewerb                     | 2. Runde (32er) | 2. Runde (32er) | Achtelfinale  | Achtelfinale  | Viertelfinale | Viertelfinale | Halbfinale    | Halbfinale    | Finale        | Finale        | Rang |
| Athleten     | Wettbewerb                     | Gegner          | Ergebnis        | Gegner        | Ergebnis      | Gegner        | Ergebnis      | Gegner        | Ergebnis      | Gegner        | Ergebnis      | Rang |
| ------------ | ------------------------------ | --------------- | --------------- | ------------- | ------------- | ------------- | ------------- | ------------- | ------------- | ------------- | ------------- | ---- |
| Männer       |                                |                 |                 |               |               |               |               |               |               |               |               |      |
| Yann Siccard | Extraleichtgewicht (bis 60 kg) | Luka Mkheidze   | 0s2 : 1         | ausgeschieden | ausgeschieden | ausgeschieden | ausgeschieden | ausgeschieden | ausgeschieden | ausgeschieden | ausgeschieden | 17   |
| Cédric Bessi | Leichtgewicht (bis 73 kg)      | Rustam Orujov   | 0 : 10          | ausgeschieden | ausgeschieden | ausgeschieden | ausgeschieden | ausgeschieden | ausgeschieden | ausgeschieden | ausgeschieden | 17   |

### Radsport

#### Straße
| Athleten           | Wettbewerb    | Zeit | Rang |
| ------------------ | ------------- | ---- | ---- |
| Männer             |               |      |      |
| Victor Langellotti | Straßenrennen | DNF  | 140  |

### Tischtennis
| Athleten     | Wettbewerb | 2. Runde (32er) | 2. Runde (32er) | 2. Runde (32er)    | 2. Runde (32er) | Achtelfinale          | Achtelfinale | Viertelfinale     | Viertelfinale | Halbfinale | Halbfinale | Finale     | Finale   | Rang |
| Athleten     | Wettbewerb | Gegner          | Ergebnis        | Gegner             | Ergebnis        | Gegner                | Ergebnis     | Gegner            | Ergebnis      | Gegner     | Ergebnis   | Gegner     | Ergebnis | Rang |
| ------------ | ---------- | --------------- | --------------- | ------------------ | --------------- | --------------------- | ------------ | ----------------- | ------------- | ---------- | ---------- | ---------- | -------- | ---- |
| Frauen       |            |                 |                 |                    |                 |                       |              |                   |               |            |            |            |          |      |
| Yang Xiaoxin | Einzel     | Ho Tin-tin      | 4:0             | Marharyta Pessozka | 4:1             | Wiktoryja Paulowitsch | 4:0          | Polina Michailowa | 4:0           | Han Ying   | 3:4        | Ni Xialian | 2:4      | 4    |